# Na krev
Na krev (v originále Carnages) je francouzsko-španělsko-švýcarsko-belgický hraný film z roku 2002, který režírovala  Delphine Gleize podle vlastního scénáře. Snímek měl světovou premiéru na filmovém festivalu v Cannes dne 17. května 2002.

## Děj
Film sleduje osudy různých osob ve Španělsku, Itálii a Francii. Italská herečka prodává v supermarketu, Španělka servíruje steaky a malá francouzská dívka si představuje svět, kde jsou zvířata mnohem větší než lidé.

## Obsazení
| Chiara Mastroianniová | Carlotta |
| Ángela Molinová       | Alicia   |
| Lio                   | Betty    |
| Lucia Sanchez         | Jeanne   |
| Esther Gorintin       | Rosie    |
| Maryline Even         | Lucie    |
| Clovis Cornillac      | Alexis   |
| Jacques Gamblin       | Jacques  |
| Féodor Atkine         | Paco     |
| Pascal Bongard        | Henri    |
| Julien Lescarret      | Victor   |
| Juliette Noureddine   | Monica   |

## Ocenění
- César: nominace v kategorii nejlepší filmový debut (Delphine Gleize)